# Graafschap Bergen
Het Graafschap Bergen was een gebied ten zuiden van de Hene met als hoofdstad Bergen in Henegouwen. Het ontstond in 957 toen keizer Otto I de Grote de streek rond Valencijn (Frans: Valenciennes) van de Henegouw losmaakte. Dit werd de mark Valencijn) en het overblijvend deel van de Henegouw werd het graafschap Bergen.
Vóór deze opsplitsing was Reinier III van Henegouwen graaf van de Henegouw.  Hij wist Koenraad de Rode, die als hertog van Neder-Lotharingen zijn meerdere was, uit zijn ambt te zetten. Toen hij zich ook keerde tegen diens opvolger, Bruno van Keulen, werd hij door deze laatste verslagen in 957, en samen met zijn broer Rudolf verbannen naar Bohemen, waar hij overleed. Zijn familiegoederen werden verbeurdverklaard en zijn zonen, Reinier en Lambert, vluchtten naar Frankrijk.
Dan volgden drie graven van een ander geslacht, tot in 998 de zoon van Reinier III erin slaagde het graafschap te herwinnen, en zodoende Reinier IV van Henegouwen werd.
In 1071 werd na de slag bij Kassel het graafschap verenigd met de mark Valencijn en het graafschap Chièvres.  Het nieuwe geheel kreeg de naam graafschap Henegouwen, verwijzend naar de Henegouw die tot 957 had bestaan.